# سامسونج SPH-M810
سامسونج SPH-M810 (بالإنجليزية: Samsung SPH-M810)‏ هو هاتف ذكي من إلكترونيات سامسونج، تم طرحه في الأسواق في 31 مارس 2009.

## الخصائص
- الكاميرا الخلفية: 2 ميجابكسل
- الشاشة: إل سي دي
- الذاكرة: 32 ميجابايت